# GNU Shogi
GNU Shogi es un programa de software libre de la Free Software Foundation que juega al shogi (ajedrez japonés). 
Aunque el programa está basado en gráficos ASCII, se puede usar en conjunción con el frontend XShogi, al igual que XBoard es usado para mostrar GNU Chess. El código fuente está disponible.
La versión más reciente es la 1.4,2 (stable) lanzada el 4 de febrero de 2014. El proyecto está mantenido por Luis Felipe Strano Moraes.